# Protaetia thibetana
Protaetia thibetana är en skalbaggsart som beskrevs av Ernst Gustav Kraatz 1889. Protaetia thibetana ingår i släktet Protaetia och familjen Cetoniidae. Inga underarter finns listade i Catalogue of Life.